# Шаар-ха-Негев
Ша́ар-ха-Не́гев (ивр. שער הנגב‎) — региональный совет в Южном округе Израиля, на территории которого расположены несколько поселений и кибуцев. Регулярно подвергается ракетным и миномётным обстрелам из сектора Газа. Площадь составляет 180 квадратных километров.
Район является одним из самых проблемных с точки зрения массовых грабежей и краж в сельскохозяйственных поселениях.

## Население
По статистическим данным Центрального статистического бюро Израиля население регионального совета на 2024 год составляет 9 901 человек.

## Населённые пункты

### Кибуцы
- Брор-Хаиль
- Гевим
- Дорот
- Кфар-Аза
- Мефалсим
- Нахаль-Оз
- Нир-Ам
- Ор-ха-Нер
- Рухама
- Эрез

### Мошавы
- Яхини

### Поселение-учреждение без самостоятельного муниципального статуса
- Ибим — поселение для молодёжи и студентов, а также для репатриантов, прибывших в Израиль по различным образовательным и социальным программам[3]

## Глава совета
- Офир Либштейн (2018—2023)[4]